# Chris Haggard
Chris Haggard (Pretoria, 28 aprile 1971) è un ex tennista sudafricano vincitore di sei tornei dell'ATP Tour in doppio, specialità della quale è stato il 19º giocatore al mondo nel settembre 2003.
Ha terminato la sua carriera nel settembre 2012, anche se negli anni successivi ha partecipato sporadicamente ad alcuni tornei di doppio del circuito futures raggiungendo anche due finali.

## Statistiche

### Doppio

#### Vittorie (6)
| Legenda                                        |
| Grande Slam (0)                                |
| Tennis Masters Cup / ATP World Tour Finals (0) |
| Masters Series (0)                             |
| ATP International Series Gold (3)              |
| ATP International Series (3)                   |

| Numero | Data             | Torneo                                       | Superficie  | Compagno      | Avversari in finale                | Punteggio           |
| 1.     | 1º agosto 1999   | Austrian Open, Kitzbühel                     | Terra rossa | Peter Nyborg  | Álex Calatrava Dušan Vemić         | 6-3, 6(4)–7, 7–6(4) |
| 2.     | 21 luglio 2002   | Dutch Open, Kitzbühel                        | Terra rossa | Jeff Coetzee  | André Sá Alexandre Simoni          | 7–6(1), 6–3         |
| 3.     | 6 ottobre 2002   | Japan Open Tennis Championships, Tokyo       | Cemento     | Jeff Coetzee  | Jan-Michael Gambill Graydon Oliver | 7–6(4), 6-4         |
| 4.     | 6 gennaio 2003   | AAPT Championships, Adelaide                 | Cemento     | Jeff Coetzee  | Maks Mirny Jeff Morrison           | 2–6, 6–4, 7–6(7)    |
| 5.     | 22 agosto 2004   | Legg Mason Tennis Classic, Washington        | Cemento     | Robbie Koenig | Travis Parrott Dmitrij Tursunov    | 7–6(3), 6-1         |
| 6.     | 26 febbraio 2006 | Regions Morgan Keegan Championships, Memphis | Cemento     | Ivo Karlović  | James Blake Mardy Fish             | 0–6, 7–5, [10–5]    |

#### Finali perse (12)
| Legenda                                        |
| Grande Slam (0)                                |
| Tennis Masters Cup / ATP World Tour Finals (0) |
| Masters Series (0)                             |
| ATP International Series Gold (2)              |
| ATP International Series (10)                  |

| Numero | Data              | Torneo                                                        | Superficie     | Compagno         | Avversari in finale                 | Punteggio           |
| 1.     | 30 agosto 1998    | U.S. Pro Tennis Championships, Boston                         | Cemento        | Jack Waite       | Jacco Eltingh Paul Haarhuis         | 3-6, 2-6            |
| 2.     | 21 luglio 2002    | Stockholm Open, Stoccolma                                     | Cemento indoor | Peter Nyborg     | Nicklas Kulti Mikael Tillström      | 5-7, 6-3, 5-7       |
| 3.     | 27 aprile 2003    | Torneo Godó, Barcellona                                       | Terra rossa    | Robbie Koenig    | Bob Bryan Mike Bryan                | 4-6, 3-6            |
| 4.     | 20 luglio 2003    | Dutch Open, Amersfoort                                        | Terra rossa    | André Sá         | Devin Bowen Ashley Fisher           | 0-6, 4-6            |
| 5.     | 3 agosto 2003     | Legg Mason Tennis Classic, Washington                         | Cemento        | Paul Hanley      | Evgenij Kafel'nikov Sargis Sargsian | 5-7, 6-4, 2-6       |
| 6.     | 22 febbraio 2004  | Regions Morgan Keegan Championships, Memphis                  | Cemento        | Jeff Coetzee     | Bob Bryan Mike Bryan                | 3-6, 4-6            |
| 7.     | 22 febbraio 2004  | Tennis Channel Open, Scottsdale                               | Cemento        | Jeff Coetzee     | Rick Leach Brian MacPhie            | 3-6, 1-6            |
| 8.     | 6 febbraio 2004   | Delray Beach International Tennis Championships, Delray Beach | Cemento        | Wesley Moodie    | Mark Knowles Daniel Nestor          | 2-6, 3-6            |
| 9.     | 24 giugno 2006    | Ordina Open, 's-Hertogenbosch                                 | Cemento        | Arnaud Clément   | Martin Damm Leander Paes            | 1-6, 6-7            |
| 10.    | 15 gennaio 2007   | Heineken Open, Auckland                                       | Cemento        | Simon Aspelin    | Jeff Coetzee Rogier Wassen          | 7–6(9), 3-6, [2-10] |
| 11.    | 19 febbraio 2007  | SAP Open, San Jose                                            | Cemento        | Rainer Schüttler | Eric Butorac Jamie Murray           | 5-7, 6(6)–7         |
| 12.    | 16 settembre 2007 | China Open, Pechino                                           | Cemento        | Lu Yen-hsun      | Rik De Voest Ashley Fisher          | 7–6(3), 0-6, [6-10] |